# دهستان جهانگیری شمالی
دهستان جهانگیری شمالی یکی از دهستان‌های شهرستان مسجدسلیمان در استان خوزستان ایران است. این دهستان در بخش مرکزی شهرستان مسجدسلیمان قرار دارد و براساس سرشماری مرکز آمار ایران در سال ۱۳۹۰، جمعیت آن ۱۵۰۰ نفر (در ۳۴۲ خانوار) بوده‌است.